# Wital Rymascheuski

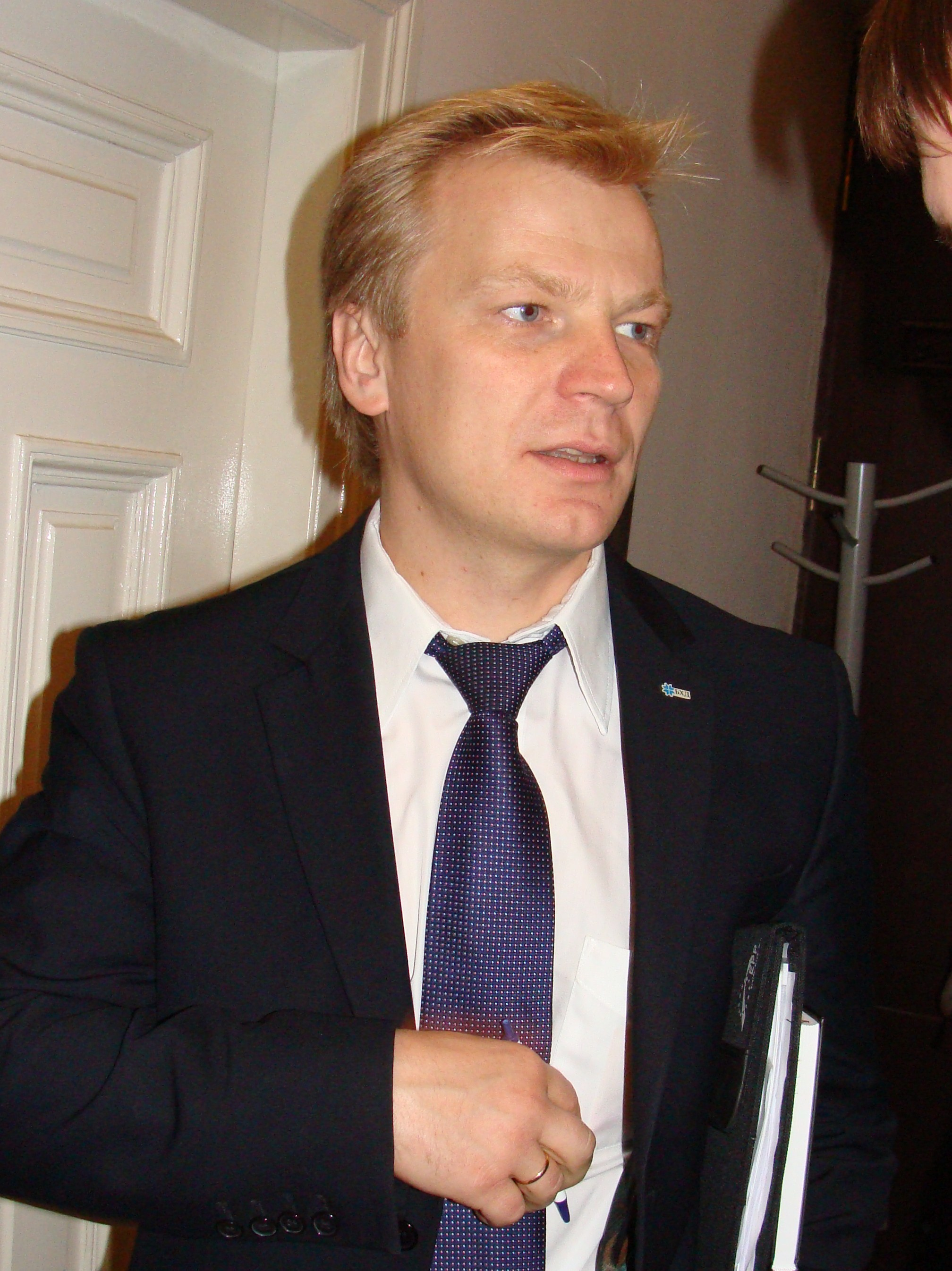
Wital Rymascheuski (2011)

Wital Rymascheuski (belarussisch Віталь Рымашэўскі; * 1975) ist ein belarussischer Politiker und amtierender Co-Vorsitzender der Partei Belarussische Christdemokratie.

## Leben
Rymascheuski studierte an der Belarussischen Nationalen Technischen Universität (BNTU) und gehörte zu den Gründern von Malady Front, der größten demokratischen Jugendorganisation in Belarus. 2005 organisierte er, gemeinsam mit anderen ehemaligen Malady-Front-Mitgliedern, die Wiedergründung der Belarussischen Christdemokraten (BCD). Als stellvertretender Vorsitzender der Partei kandidierte er für die Präsidentschaftswahl in Belarus 2010.
Nach der ersten Großdemonstration, die Regierungsgegner am 24. November 2010 in der Hauptstadt Minsk organisierten, drohte Rymascheuski zusammen mit Uladsimir Njakljajeu von der Kampagne „Sprich die Wahrheit“ der Ausschluss von der Wahl. Beide Politiker wurden von der Staatsanwaltschaft wegen ihrer Teilnahme an der Demonstration verwarnt. Rymascheuski durfte letztlich an der Wahl teilnehmen und erreichte den sechsten Platz mit 1,1 % der abgegebenen Stimmen. Wahlbeobachter der OSZE kritisierten, dass die Wahl nicht den demokratischen Anforderungen entsprach. In den Wochen nach der Präsidentschaftswahl kam es zu einer Welle von Hausdurchsuchungen und Verhaftungen. Rymascheuski wurde in der Nacht vom 19. auf den 20. Dezember 2010 festgenommen, nachdem die Behörden eine Kundgebung gegen die Fälschung der Ergebnisse von Präsidentschaftswahlen aufgelöst hatten. Am 20. Mai 2011 befand ein Minsker Gericht Rymascheuski für schuldig und verurteilte ihn zu einer Bewährungsstrafe von zwei Jahren.
Während der Proteste in Belarus 2020 wurde Rymascheuski Mitglied im Koordinierungsrat der einstigen Präsidentschaftskandidatin Swjatlana Zichanouskaja.